# 331

## Родени
- Юлиан, римски император.
- Йовиан, римски император.
- Юлиан Апостат, римски император.